# Gerhard Liebscher
Gerhard Liebscher (* 1955 in Heidelberg) ist ein deutscher Manager und Politiker (Bündnis 90/Die Grünen). Er war von 2020 bis 2024 Mitglied des Sächsischen Landtags.

## Leben
Gerhard Liebscher absolvierte bis 1976 eine Ausbildung als Chemielaborant und schloss ein Chemiestudium an der Fachhochschule Mannheim zum Dipl. Ing. (FH) ab. Anschließend war er zunächst in verschiedenen Positionen und Firmen der Halbleiterindustrie tätig. Vor seinem Ruhestand 2019 war er Geschäftsführer einer Leuchtmittelfirma.
Liebscher kandidierte bei den Landtagswahl in Sachsen 2009, 2014 und 2019 im Wahlkreis Vogtland 1, verfehlte jedoch jeweils den Einzug in den Landtag. Im Januar 2020 rückte er für Gerd Lippold in den Sächsischen Landtag nach. Bei der Landtagswahl 2024 kandidierte er erneut im Wahlkreis Vogtland 1, verfehlte jedoch den Wiedereinzug in den Landtag.

## Politik und Partei
Gerhard Liebscher hat seit 2019 als Fraktionsvorsitzender seiner Partei ein Mandat im Kreistag des Vogtlandkreises inne.